# Eritranis andricus
Eritranis andricus är en loppart som först beskrevs av Jordan 1939.  Eritranis andricus ingår i släktet Eritranis och familjen Rhopalopsyllidae. Inga underarter finns listade i Catalogue of Life.